# Fame and Fortune
Fame and Fortune è un album di studio inciso dalla rock band inglese Bad Company, uscito nel settembre del 1986.

## Tracce

### Lato A
1. Burning Up - 4:02 - (Ralphs; Jones)
2. This Love - 4:02 -  (Howe; Fretwel)
3. Fame And Fortune - 3:25 - (Ralphs)
4. That Girl - 4:01 - (Ralphs; Howe)
5. Tell It Like It Is - 3:42 - (Ralphs; Howe)

### Lato B
1. Long Walk - 3:34 - (Howe; Dechert)
2. Hold On My Heart - 4:18 - (Howe; Dechert; Jones)
3. Valerie - 3:29 - (Ralphs; Howe)
4. When We Made Love - 4:18 - (Kirke; Howe; Bettis)
5. If I'm Sleeping - 3:30 - (Ralphs; Kirke; Howe; Dechert)

## Formazione
- Mick Ralphs (chitarra solista)
- Brian Howe (voce)
- Boz Burrell (basso)
- Simon Kirke (percussioni)